# Sannerstjärnen (Mo socken, Ångermanland)
Sannerstjärnen är en sjö i Örnsköldsviks kommun i Ångermanland och ingår i Moälvens huvudavrinningsområde.